# Mistrzostwa Europy w Curlingu 2023/Grupa B
Mistrzostwa Europy w Curlingu Dywizji B 2023 – turniej, który odbył się w dniach 18–25 listopada 2023 w szkockim Perth. W dywizji B wystartowało 16 reprezentacji męskich i 10 żeńskich. Awans do dywizji A uzyskali Anglicy i Austriacy oraz Węgierki i Litwinki.
Sponsorem tytularnym turnieju był Le Gruyère AOP.

## System rozgrywek

### Kobiety
Round Robin rozegrany został w systemie kołowym (każdy z każdym). Odbyło się 9 kolejek. Do fazy play-off awansowały cztery najlepsze drużyny. Faza play-off składała się z półfinałów, w których 1 drużyna po Round Robin zagrała z 4, a 2 drużyna po Round Robin z 3. Zwycięzcy półfinałów awansowali do dywizji A i zagrali o mistrzostwo dywizji w finale, a przegrani w meczu o 3 miejsce.

### Mężczyźni
Reprezentacje zostały podzielone na dwie 8-zespołowe grupy. Round Robin w grupach rozegrany został w systemie kołowym (każdy z każdym). Odbyło się 7 kolejek. Do fazy play-off awansowały po trzy najlepsze drużyny z każdej grup. Po dwa najsłabsze zespoły z każdej grupy zagrały baraże o utrzymanie.
W I rundzie fazy play-off zmierzyły się drugie zespoły przeciwko trzecim. Zwycięzcy tych meczów zagrali w półfinałach przeciwko pierwszym zespołom po Round Robin. Zwycięzcy półfinałów awansowali do dywizji A i zagrali o mistrzostwo dywizji w finale, a przegrani półfinałów w meczu o 3 miejsce.
W barażach o utrzymanie zagrały pomiędzy sobą drużyny z miejsc 7 oraz drużyny z miejsc 8. Następnie przegrani meczu 7 drużyn zagrali ze zwycięzcami meczu 8 zespołów.

## Kobiety

### Reprezentacje
| Anglia | Austria | Belgia | Finlandia | Litwa |
| --- | --- | --- | --- | --- |
| Skip: Anna Fowler Trzecia: Hetty Garnier Druga: Angharad Ward Otwierająca: Naomi Robinson Rezerwowa: Lisa Farnell            | Czwarta: Hannah Augustin Skip: Verena Pflügler Druga: Johanna Höss Otwierająca: Jill Witschen Rezerwowa: Julia Kotek | Czwarta: Danielle Berus Skip: Caro van Oosterwick Druga: Kim Catteceur Otwierająca: Annemiek Huiskamp Rezerwowa: Veerle Geerinckx | Skip: Miia Ahrenberg Trzecia: Minna Karvinen Druga: Tiina Suuripää Otwierająca: Tuuli Rissanen Rezerwowa: Ella Eivola      | Skip: Virginija Paulauskaitė Trzecia: Olga Dvojeglazova Druga: Rūta Blažienė Otwierająca: Justina Zalieckienė Rezerwowa: Miglė Kiudytė |
| Łotwa | Polska | Słowacja | Słowenia | Węgry |
| Skip: Evelīna Barone Trzecia: Rēzija Ieviņa Druga: Veronika Aspe Otwierająca: Marija Seliverstova Rezerwowa: Letīcija Ieviņa | Skip: Aneta Lipińska Trzecia: Ewa Nogły Druga: Marta Leszczyńska Otwierająca: Magdalena Kołodziej                    | Skip: Daniela Matulová Trzecia: Lucia Orokocká Druga: Ema Valachová Otwierająca: Martina Ščepková Rezerwowa: Gabriela Kajanová    | Czwarta: Maruša Gorišek Trzecia: Nadja Pipan Skip: Ajda Zavrtanik Drglin Otwierająca: Liza Gregori Rezerwowa: Anja Pečaver | Czwarta: Linda Joó Skip: Vera Kalocsai-van Dorp Trzecia: Laura Nagy Druga: Orosolya Tóth-Csősz Rezerwowa: Hanna Orbán                  |

### Round Robin
| Państwo   | W | P |
| --------- | - | - |
| Polska    | 8 | 1 |
| Łotwa     | 7 | 2 |
| Węgry     | 7 | 2 |
| Litwa     | 6 | 3 |
| Anglia    | 6 | 3 |
| Finlandia | 5 | 4 |
| Austria   | 3 | 6 |
| Słowenia  | 2 | 7 |
| Belgia    | 1 | 8 |
| Słowacja  | 0 | 9 |

     Kwalifikacja do fazy play-off

### Play-off
|  | Półfinały | Półfinały | Półfinały |  |  | Finał             | Finał             | Finał             |
|  |           |           |           |  |  |                   |                   |                   |
|  | 1         | Polska    | 6         |  |  |                   |                   |                   |
|  | 4         | Litwa     | 10        |  |  |                   |                   |                   |
|  |           |           |           |  |  | 4                 | Litwa             | 2                 |
|  |           |           |           |  |  | 3                 | Węgry             | 9                 |
|  | 2         | Łotwa     | 4         |  |  |                   |                   |                   |
|  | 3         | Węgry     | 5         |  |  | Mecz o 3. miejsce | Mecz o 3. miejsce | Mecz o 3. miejsce |
|  |           |           |           |  |  |                   |                   |                   |
|  |           |           |           |  |  | 1                 | Polska            | 7                 |
|  |           |           |           |  |  | 2                 | Łotwa             | 4                 |

#### Finał
| Państwo | Państwo | 1 | 2 | 3 | 4 | 5 | 6 | 7 | 8 | 9 | 10 | Ogółem |
|         | Litwa   | 0 | 0 | 0 | 1 | 0 | 0 | 1 | 0 | X | X  | 2      |
|         | Węgry   | 1 | 0 | 2 | 0 | 1 | 1 | 0 | 4 | X | X  | 9      |

### Klasyfikacja końcowa
|  | Awans do dywizji A  |
|  | Spadek do dywizji C |

| #  | Państwo   | Skip                   |
| -- | --------- | ---------------------- |
| 1  | Węgry     | Vera Kalocsai-van Dorp |
| 2  | Litwa     | Virginija Paulauskaitė |
| 3  | Polska    | Aneta Lipińska         |
| 4  | Łotwa     | Evelīna Barone         |
| 5  | Anglia    | Anna Fowler            |
| 6  | Finlandia | Miia Ahrenberg         |
| 7  | Austria   | Verena Pflügler        |
| 8  | Słowenia  | Ajda Zavrtanik Drglin  |
| 9  | Belgia    | Caro van Oosterwyck    |
| 10 | Słowacja  | Daniela Matulová       |

## Mężczyźni

### Reprezentacje
| Anglia | Austria | Belgia | Dania |
| --- | --- | --- | --- |
| Skip: Rob Retchless Trzeci: Jotham Sudgen Drugi: Scott Gibson Otwierający: Johnathan Havercroft Rezerwowy: Felix Price            | Skip: Mathias Genner Trzeci: Jonas Backofen Drugi: Martin Reichel Otwierający: Florian Mavec Rezerwowy: Mortiz Jöchl   | Skip: Tim Verrycken Trzeci: Jeroen Spruyt Drugi: Tuur Vermeiren Otwierający: Daan Yskout Rezerwowy: Dirk Heylen             | Skip: Mikkel Krause Trzeci: Mads Nørgaard Drugi: Henrik Holtermann Otwierający: Oliver Søe Rezerwowy: Christian Karger |
| Estonia | Francja | Hiszpania | Irlandia |
| Skip: Eduard Veltsman Trzeci: Janis Kiziridi Drugi: Konstantin Dotsenko Otwierający: Igor Dzendzeljuk Rezerwowy: Aleksander Andre | Czwarty: Quentin Morard Skip: Eddy Mercier Trzeci: Yannick Valvassori Otwierający: Killian Gaudin                      | Skip: Gontzal García Vez Trzeci: Javier Munte Drugi: Angel García Otwierający: Victor Mirete Rezerwowy: Manuel García Roman | Skip: John Wilson Trzeci: Kyle Paradis Drugi: James Russell Otwierający: Craig Whyte Rezerwowy: Eoin McCrossan         |
| Liechtenstein | Łotwa | Polska | Portugalia |
| Skip: Lukas Matt Trzeci: Harald Sprenger Drugi: Johannes Zimmermann Otwierający: Peter Prasch Rezerwowy: Mauro Liesch             | Skip: Mārtiņs Trukšāns Trzeci: Jānis Klīve Drugi: Aivars Avotiņš Otwierający: Sandris Buholcs                          | Skip: Konrad Stych Trzeci: Krzysztof Domin Drugi: Marcin Ciemiński Otwierający: Bartosz Łobaza Rezerwowy: Maksym Grzelka    | Skip: Chris Ribau Trzeci: Ramiro Santos Drugi: Allan Chaves Otwierający: Vitor Santos Rezerwowy: Tim Schols            |
| Słowacja | Ukraina | Walia | Węgry |
| Czwarty: Jakub Polák Skip: Juraj Gallo Drugi: Tomáš Pitoňák Otwierający: Róbert Masaryk Rezerwowy: Ján Horáček                    | Skip: Eduard Nykołow Trzeci: Jarosław Szchur Drugi: Artem Suhak Otwierający: Władysław Kowal Rezerwowy: Artem Hasynets | Skip: James Pougher Trzeci: Rhys Phillips Drugi: Gary Coombs Otwierający: Simon Pougher Rezerwowy: Martin Lloyd             | Czwarty: Zsolt Kiss Skip: Kristóf Czermann Drugi: Dávid Balázs Otwierający: Milán Tüske Rezerwowy: Ottó Kalocsay       |

### Round Robin
| Państwo    | W | P |
| ---------- | - | - |
| Łotwa      | 5 | 2 |
| Francja    | 5 | 2 |
| Belgia     | 5 | 2 |
| Dania      | 5 | 2 |
| Polska     | 4 | 3 |
| Węgry      | 2 | 5 |
| Estonia    | 2 | 5 |
| Portugalia | 0 | 7 |

| Państwo       | W | P |
| ------------- | - | - |
| Anglia        | 6 | 1 |
| Austria       | 5 | 2 |
| Hiszpania     | 5 | 2 |
| Słowacja      | 4 | 3 |
| Ukraina       | 3 | 4 |
| Walia         | 3 | 4 |
| Irlandia      | 2 | 5 |
| Liechtenstein | 0 | 7 |

     Kwalifikacja do fazy play-off
     Baraż o utrzymanie w dywizji B

### Play-off
|  |              |              |              |    |        |           |           |           |    |         |       |       |       |
|  | Kwalifikacje | Kwalifikacje | Kwalifikacje |    |        | Półfinały | Półfinały | Półfinały |    |         | Finał | Finał | Finał |
|  | Kwalifikacje | Kwalifikacje | Kwalifikacje |    |        | Półfinały | Półfinały | Półfinały |    |         | Finał | Finał | Finał |
|  |              |              |              |    |        |           |           |           |    |         |       |       |       |
|  |              |              |              |    |        |           |           |           |    |         |       |       |       |
|  |              |              |              | A1 | Łotwa  | 4         |           |           |    |         |       |       |       |
|  |              |              |              | A1 | Łotwa  | 4         |           |           |    |         |       |       |       |
|  | B2           | Austria      | 9            |    |        | B2        | Austria   | 6         |    |         |       |       |       |
|  | B2           | Austria      | 9            |    |        | B2        | Austria   | 6         |    |         |       |       |       |
|  | A3           | Belgia       | 3            |    |        |           |           |           | B2 | Austria | 4     |       |       |
|  | A3           | Belgia       | 3            |    |        |           |           |           | B2 | Austria | 4     |       |       |
|  |              |              |              |    |        | B1        | Anglia    | 6         |    |         |       |       |       |
|  |              |              |              |    |        | B1        | Anglia    | 6         |    |         |       |       |       |
|  |              |              |              | B1 | Anglia | 7         |           |           |    |         |       |       |       |
|  |              |              |              | B1 | Anglia | 7         |           |           |    |         |       |       |       |
|  | A2           | Francja      | 9            |    |        | A2        | Francja   | 3         |    |         |       |       |       |
|  | A2           | Francja      | 9            |    |        | A2        | Francja   | 3         |    |         |       |       |       |
|  | B3           | Hiszpania    | 4            |    |        |           |           |           |    |         |       |       |       |
|  | B3           | Hiszpania    | 4            |    |        |           |           |           |    |         |       |       |       |

|  |                   |         |    |
|  | Mecz o 3. miejsce |         |    |
|  |                   |         |    |
|  |                   |         |    |
|  |                   |         |    |
|  | Łotwa             | Łotwa   | 12 |
|  | Łotwa             | Łotwa   | 12 |
|  | Francja           | Francja | 9  |
|  | Francja           | Francja | 9  |
|  |                   |         |    |

#### Finał
| Państwo | Państwo | 1 | 2 | 3 | 4 | 5 | 6 | 7 | 8 | 9 | 10 | Ogółem |
|         | Austria | 0 | 0 | 0 | 1 | 1 | 0 | 2 | 0 | 0 | 0  | 4      |
|         | Anglia  | 0 | 1 | 1 | 0 | 0 | 1 | 0 | 1 | 1 | 1  | 6      |

### Baraże o utrzymanie
|  |         |               |         |            |   |         |          |         |
|  | Etap 1. | Etap 1.       | Etap 1. |            |   | Etap 2. | Etap 2.  | Etap 2. |
|  | Etap 1. | Etap 1.       | Etap 1. |            |   | Etap 2. | Etap 2.  | Etap 2. |
|  |         |               |         |            |   |         |          |         |
|  |         |               |         |            |   |         |          |         |
|  | A7      | Estonia       | 8       |            |   |         |          |         |
|  | A7      | Estonia       | 8       |            |   |         |          |         |
|  | B7      | Irlandia      | 4       |            |   |         |          |         |
|  | B7      | Irlandia      | 4       |            |   | B7      | Irlandia | 10      |
|  |         |               |         |            |   | B7      | Irlandia | 10      |
|  |         |               | A8      | Portugalia | 5 |         |          |         |
|  | A8      | Portugalia    | A8      | Portugalia | 5 | 10      |          |         |
|  | A8      | Portugalia    |         |            |   |         |          |         |
|  | B8      | Liechtenstein | 8       |            |   |         |          |         |
|  | B8      | Liechtenstein | 8       |            |   |         |          |         |
|  |         |               |         |            |   |         |          |         |

### Klasyfikacja końcowa
|  | Awans do dywizji A  |
|  | Spadek do dywizji C |

| #  | Państwo       | Skip               |
| -- | ------------- | ------------------ |
| 1  | Anglia        | Rob Retchless      |
| 2  | Austria       | Mathias Genner     |
| 3  | Łotwa         | Mārtiņs Trukšāns   |
| 4  | Francja       | Eddy Mercier       |
| 5  | Belgia        | Tim Verreycken     |
| 5  | Hiszpania     | Gontzal García Vez |
| 7  | Dania         | Mikkel Krause      |
| 8  | Słowacja      | Juraj Gallo        |
| 9  | Polska        | Konrad Stych       |
| 10 | Ukraina       | Eduard Nykołow     |
| 11 | Walia         | James Pougher      |
| 12 | Węgry         | Kristóf Czermann   |
| 13 | Estonia       | Eduard Veltsman    |
| 14 | Irlandia      | John Wilson        |
| 15 | Portugalia    | Chris Ribau        |
| 16 | Liechtenstein | Lukas Matt         |